# 난뤄구샹역
난뤄구샹역(중국어: 南锣鼓巷站)은 중국 베이징시 둥청구 자오다오커우 가도·징산 가도 경계의 지안먼 동대가·난뤄구샹 교차로에 위치한 베이징 지하철 6호선과 8호선의 환승역이다. 이 역은 베이징 지하철 최초로 스택형 상대식 승강장 구조로 설계된 역이다. 역명은 "난뤄구샹(南锣鼓巷)"에서 유래되었고 6호선 1단계로 2012년 12월 30일에 개통되었으며, 2013년 12월 28일에 8호선 2단계의 나머지 구간과 함께 8호선 역이 개통되었다.

## 위치
이 역은 디안먼 동대가(핑안 대가, 동서 방향)와 난뤄구샹(남북 방향)의 교차점에 위치한다. 디안먼 동대가와 베이허안 대가 교차로의 서쪽에 위치한다. 두 노선은 디안먼 동대가의 북쪽과 남쪽을 따라 동서로 운행되고, 남쪽에는 6호선 역, 북쪽에는 8호선 역이 평행하게 배열되어 있다.

## 역 구조
지리적 제약과 문화재 보호상의 이유로 디안먼 동대가 아래의 지하 공간은 제한되어 있고 4개 노선의 평행 요구 사항을 충족하지 못한다. 따라서, 2개 노선의 양방향 선로와 승강장의 구조는 각각의 좌우 터널이 난뤄구샹(Nanluoguxiang)역에 있으며, 역을 빠져나오면 좌우 터널이 점차 분리되어 결국 서로 평행하게 이어지는 구조이다. 승강장은 이러한 이유로 스택형 상대식 승강장을 채택하게 되었다. 디안먼 동대가 건설로 인한 영향을 피하기 위해 8호선 역은 도로 북쪽에, 6호선 역은 도로 남쪽에 위치하여 각 역은 도로에서 약간 엇갈리게 배치되어 있다. 역은 별도의 승강장 형태를 구성하고 있다.
6호선은 총 길이 210m의 지하 3층 역으로, 6호선은 베이허안 거리를 따라 남쪽으로 회전하거나 지상 문화 유물을 피하기 위해 선로가 남동쪽으로 치우쳐 있다. 스택형으로 동쪽 끝이 거의 50m에 달하고, 서쪽 끝의 너비는 12m이다. 6호선 역사 지하 1층은 대합실 층이고, 지하 2층과 3층은 각각의 스택 승강장이 존재한다. 진안차오까지의 노선은 철거 제한으로 인해 지하 3층에 위치하고 8호선 역사는 지하 4층 규모로 건설되어 8호선 역 지하 1층은 송풍구 및 장비실로, 지하 2 ~ 4층은 6호선 역의 지하 1 ~ 3층에 해당한다. 동일한 높이와 기능을 갖춘 8호선 주신좡 방향 승강장은 지하 3층에 위치하며, 잉하이 방향 승강장은 지하 4층에 위치한다. 2개 노선의 대합실 층 중앙에 있는 2개의 에스컬레이터는 하부 승강장 층에 직접 연결되어 있다. 대합실 층의 동쪽과 서쪽 에스컬레이터는 각각 상부 승강장 층과 연결되어 두 승강장을 연결한다. 두 노선 사이 같은 방향의 상하부 승강장은 6호선 승강장 동쪽 끝과 8호선 승강장 서쪽 끝에서 약 100m 길이의 2개의 통로로 연결되어 평면 환승이 가능하다.
진안차오역으로 가는 6호선 승객은 주신좡 방향 상부 승강장에서 8호선으로 직접 환승할 수 있고, 루청역 방향 6호선의 하부 승강장에서 8호선으로 직접 환승이 가능하다.

### 층별 구조
| 지면층                             | 출입구                                    | A-F출입구                                                           |
| 지하 1층 6, 8호선 대합실 층        | 대합실                                    | 안내/티켓 서비스, 자동 발매기, 이카통(一卡通) 카드 충전 ATM, 경찰서 |
| 지하 2층 6호선 승강장 8호선 승강장 | ←                                         | ■ 8호선 주신좡 방면 (스차하이)                                      |
| 지하 2층 6호선 승강장 8호선 승강장 | 상대식 승강장, 8호선 왼쪽 출입문이 열림   |                                                                     |
| 지하 2층 6호선 승강장 8호선 승강장 | 연결 통로                                 |                                                                     |
| 지하 2층 6호선 승강장 8호선 승강장 | 상대식 승강장, 6호선 오른쪽 출입문이 열림 |                                                                     |
| 지하 2층 6호선 승강장 8호선 승강장 | ←                                         | ■ 6호선 진안차오 방면(베이하이베이)                                 |
| 지하 3층 6호선 승강장 8호선 승강장 | →                                         | ■ 8호선 잉하이 방면 (중국미술관)                                    |
| 지하 3층 6호선 승강장 8호선 승강장 | 상대식 승강장，8호선 오른쪽 출입문이 열림 |                                                                     |
| 지하 3층 6호선 승강장 8호선 승강장 | 연결 통로                                 |                                                                     |
| 지하 3층 6호선 승강장 8호선 승강장 | 상대식 승강장，6호선 왼쪽 출입문이 열림   |                                                                     |
| 지하 3층 6호선 승강장 8호선 승강장 | →                                         | ■ 6호선 루청 방면(둥쓰)                                             |

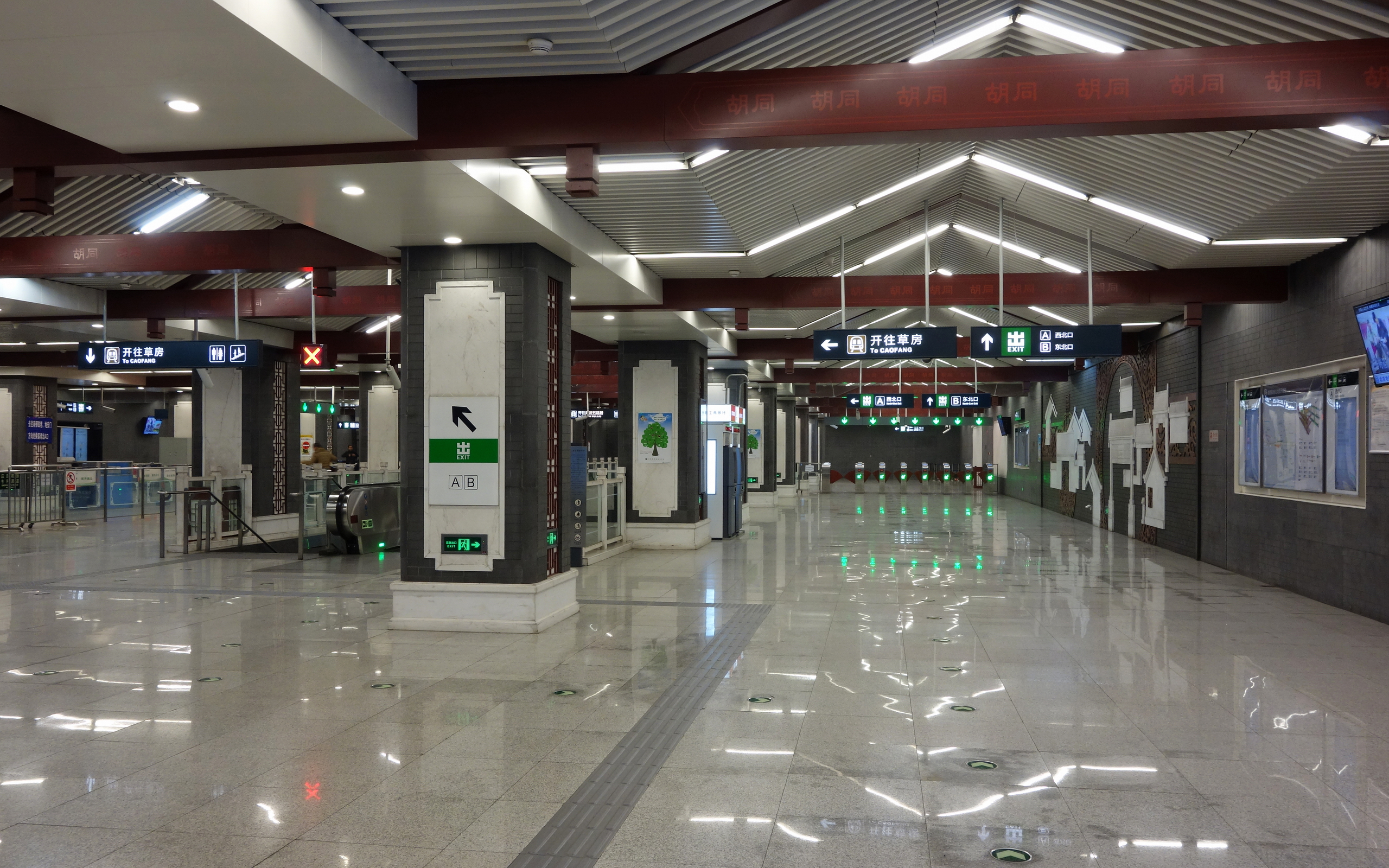
6호선 대합실(2014년 2월 촬영)
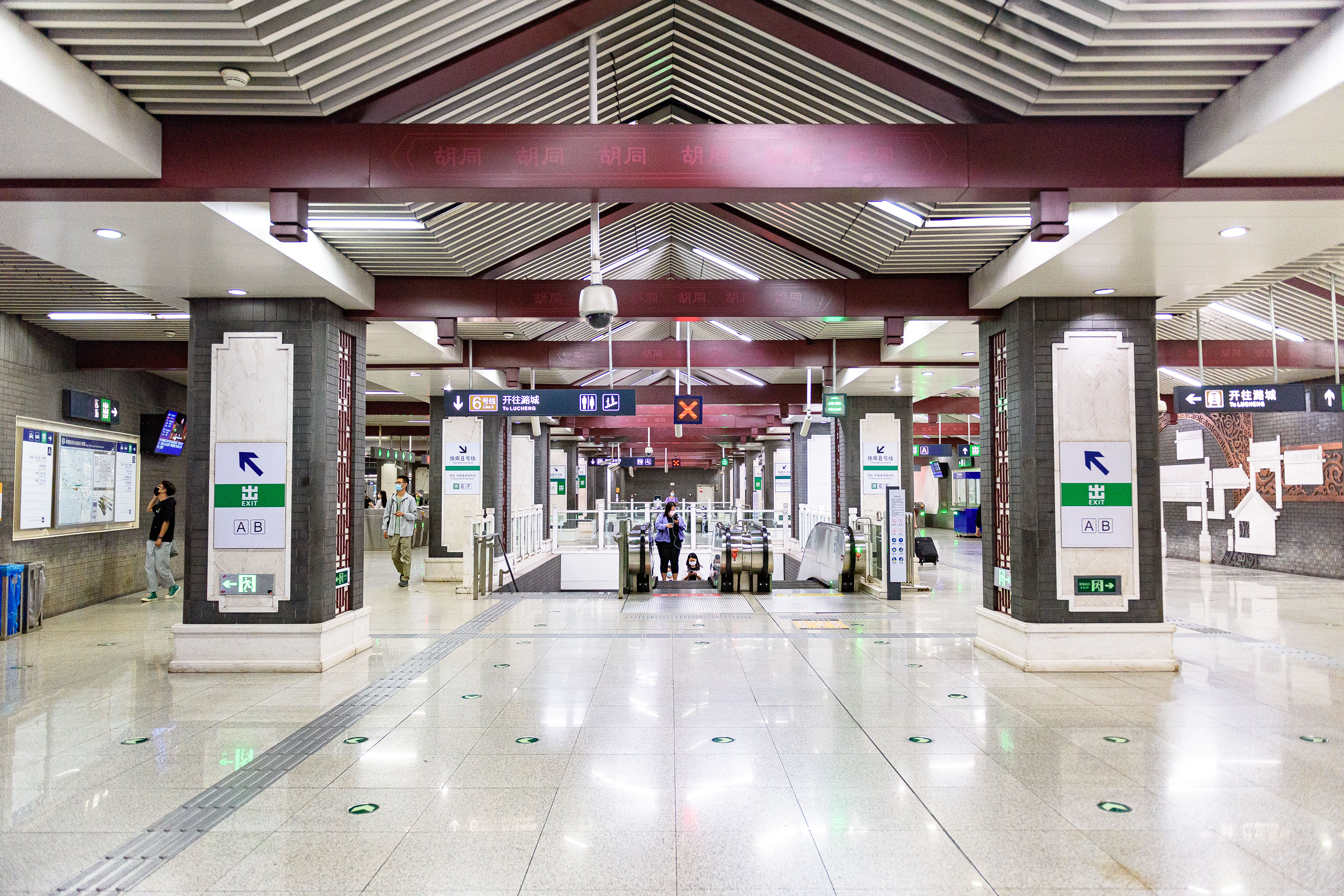
서쪽에서 동쪽으로 촬영한 6호선 대합실(2021년 9월 촬영)
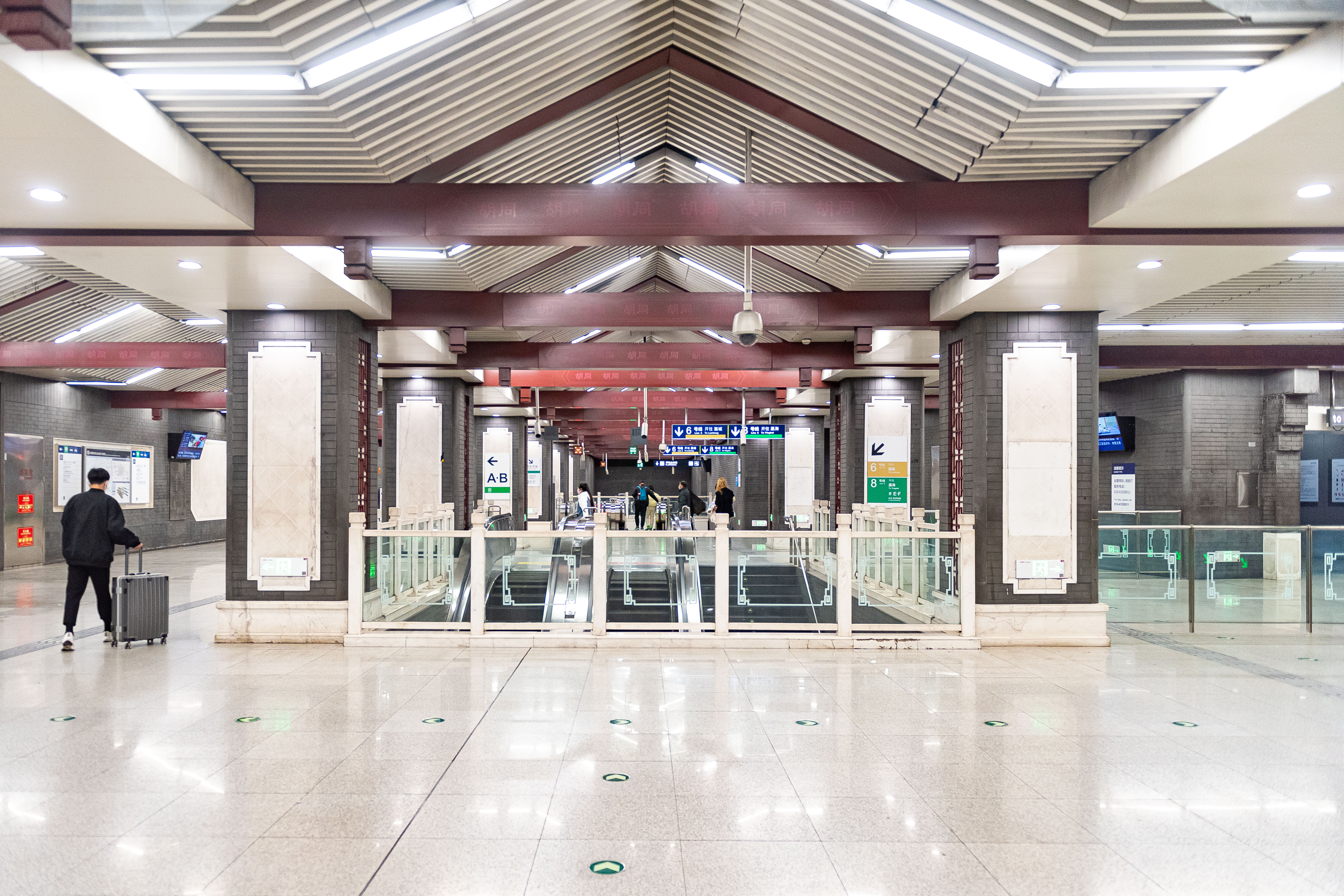
동쪽에서 서쪽으로 촬영한 6호선 대합실(2023년 3월 촬영)
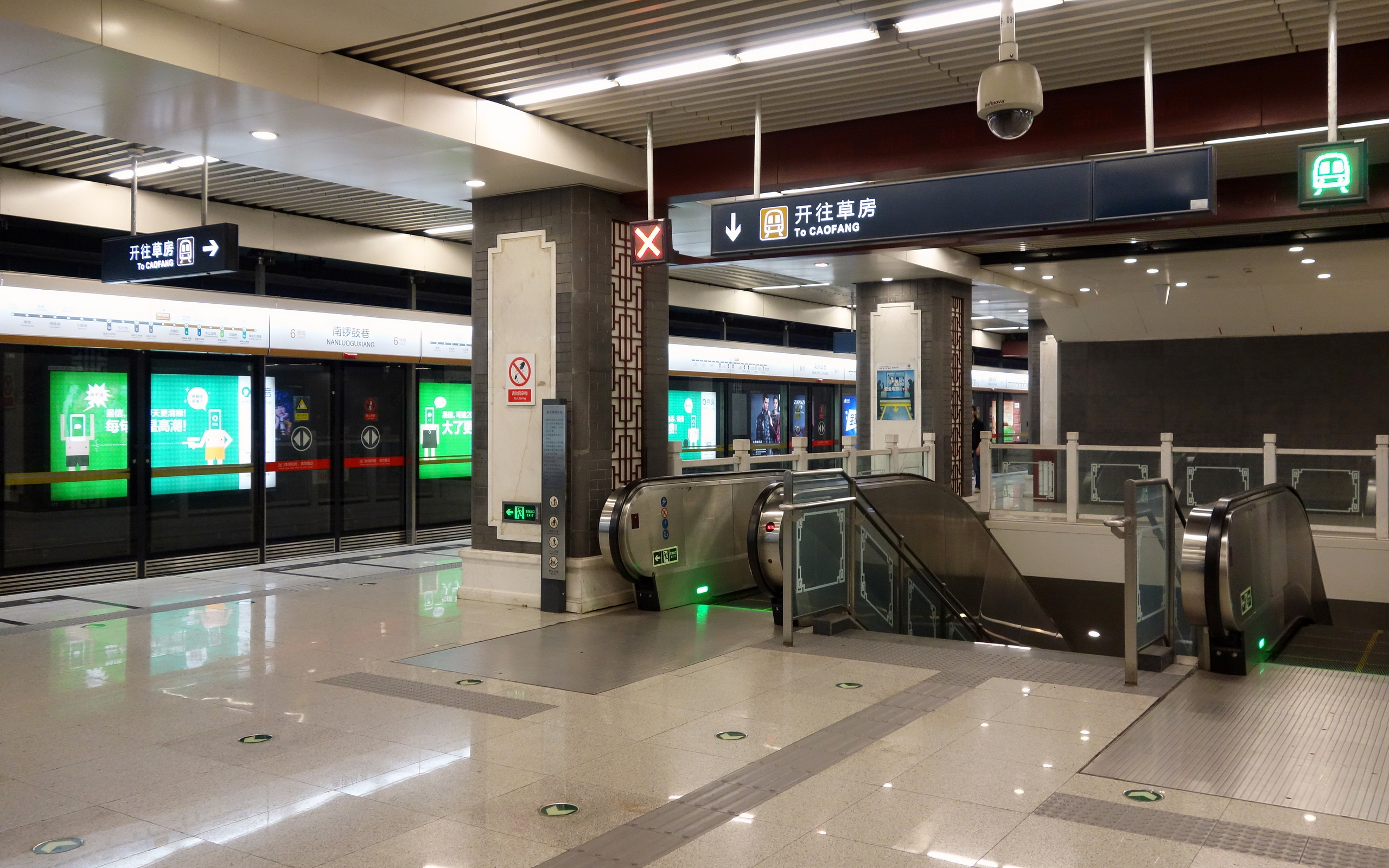
6호선 진안차오 방향 상부 승강장, 하부 승강장으로 연결되는 에스컬레이터(2013년 11월 촬영)
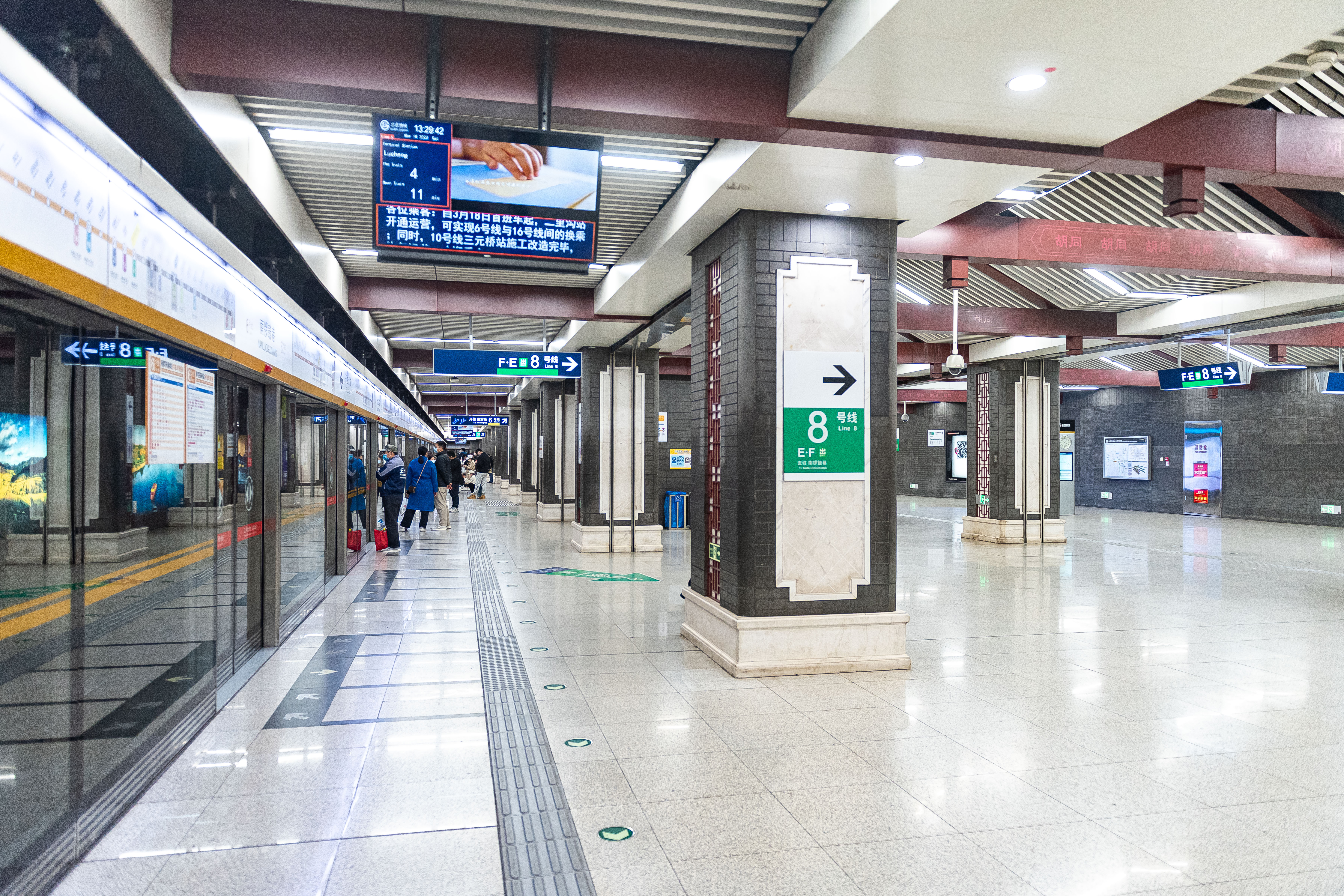
루청 방면 6호선 하부 승강장(2023년 3월 촬영)

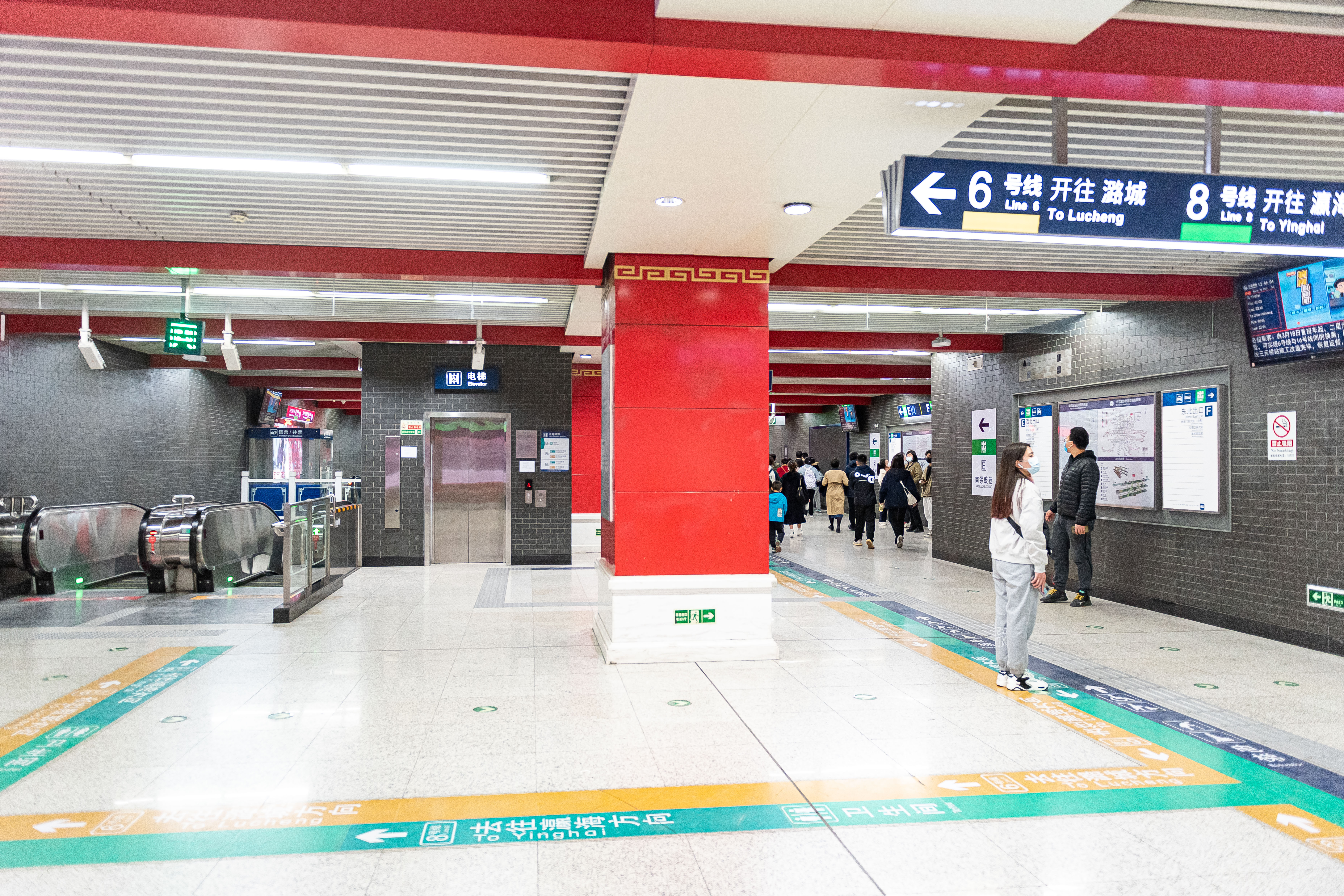
8호선 대합실(2023년 3월 촬영)
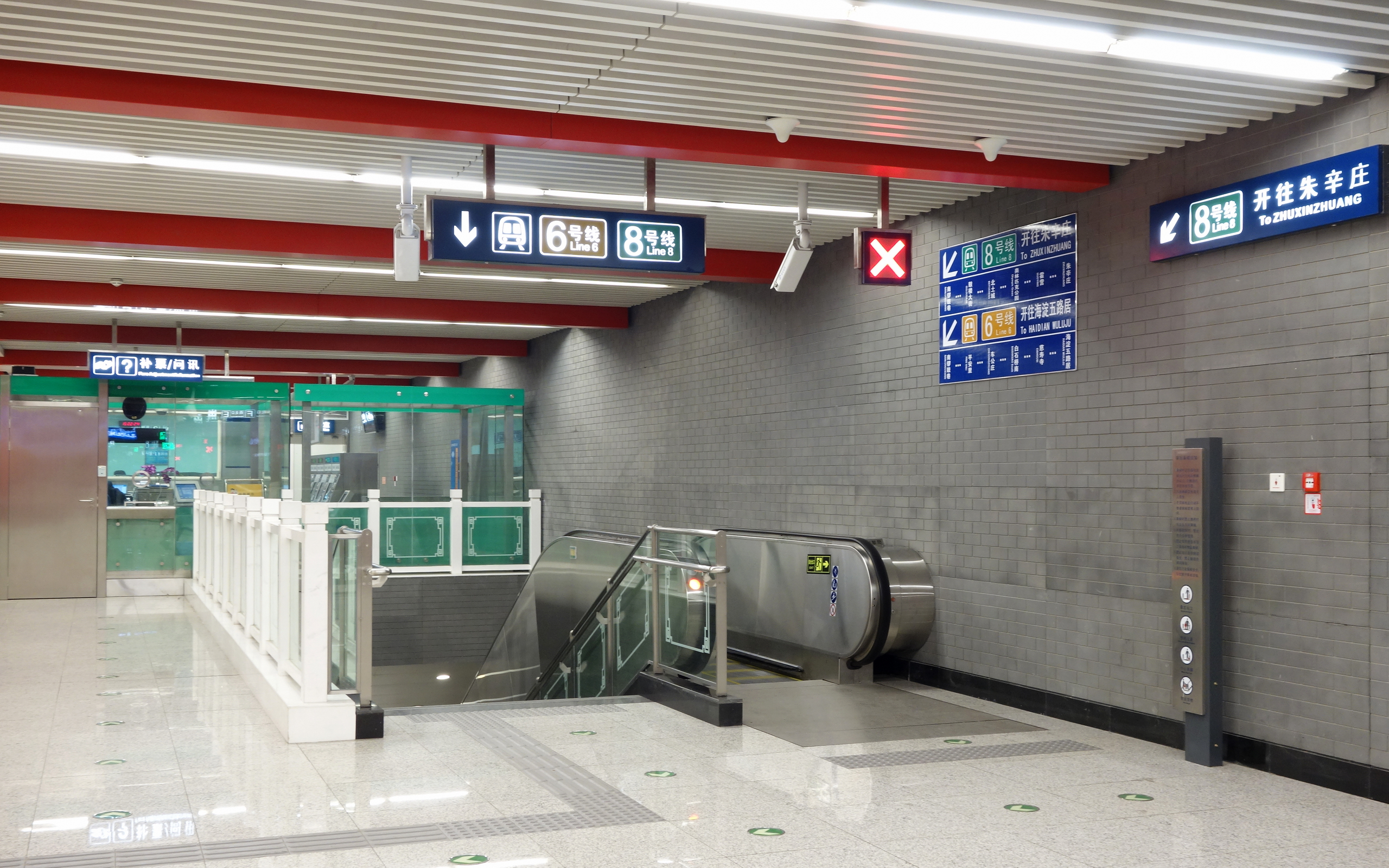
8호선 역 승강장으로 연결되는 에스컬레이터(2014년 2월 촬영)
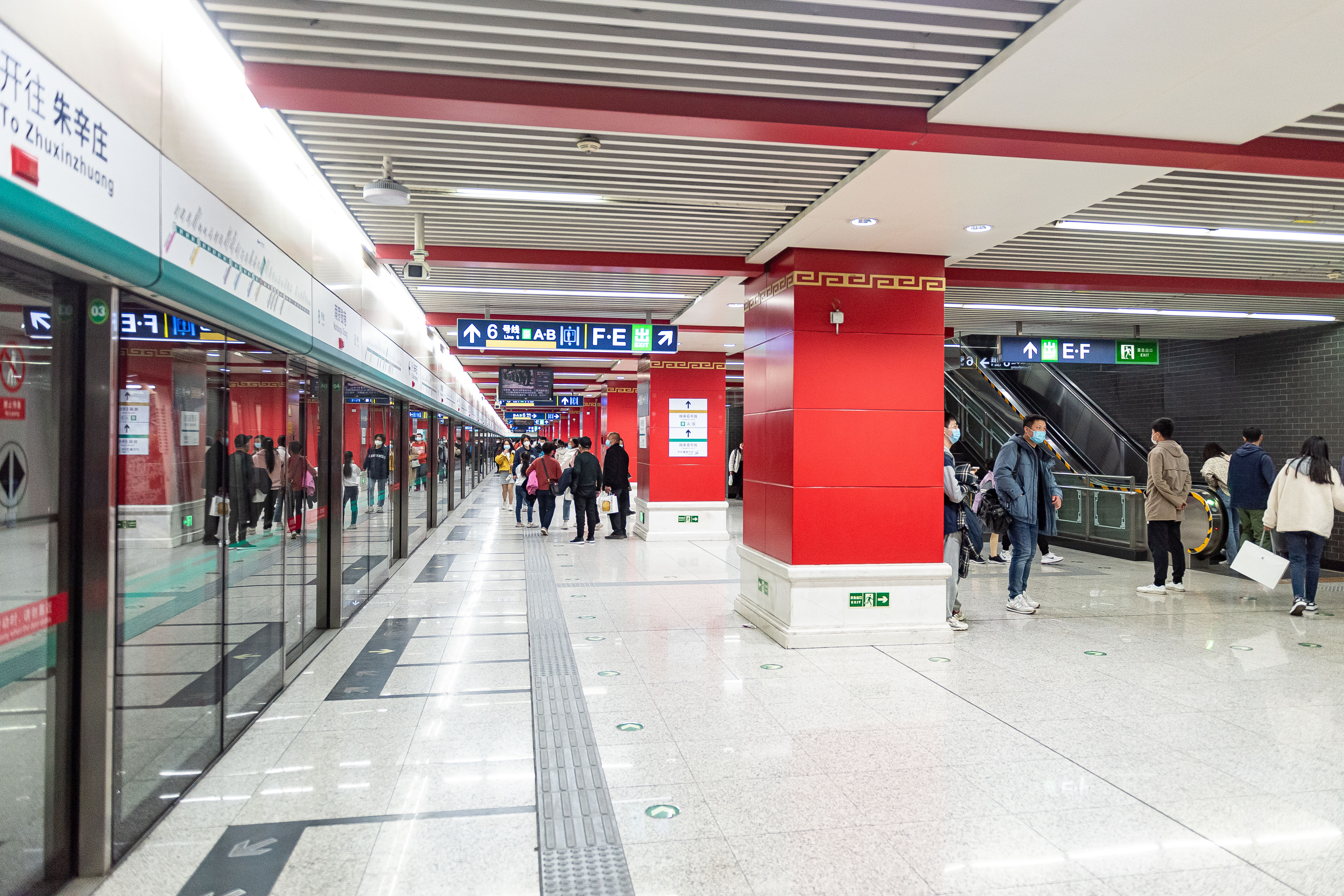
주신좡 방면 8호선 상부 승강장 (2023년 3월 촬영 사진)
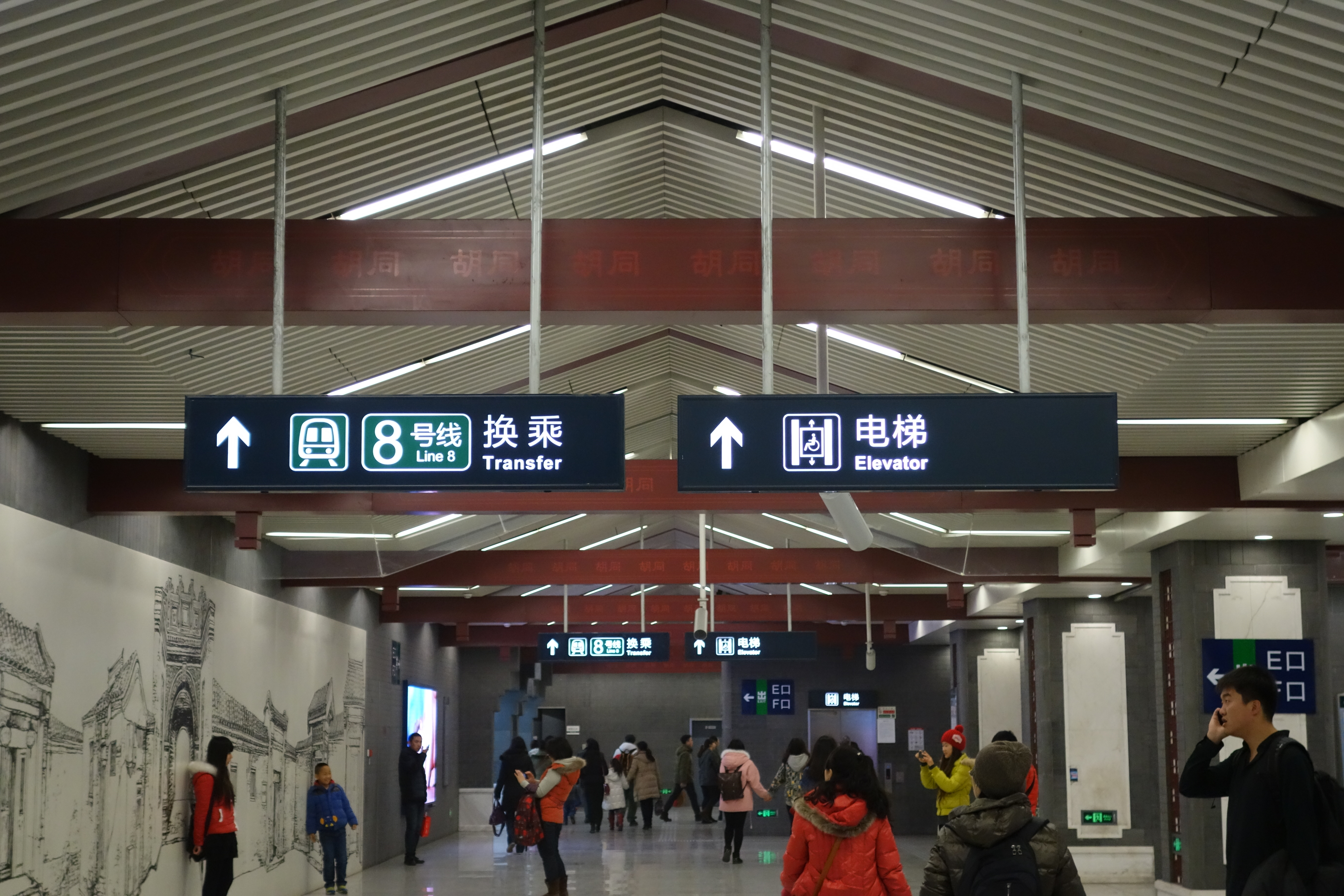
난뤄구샹역의 전통 건물의 형태를 모방한 역 내 장식(2014년 1월 촬영)
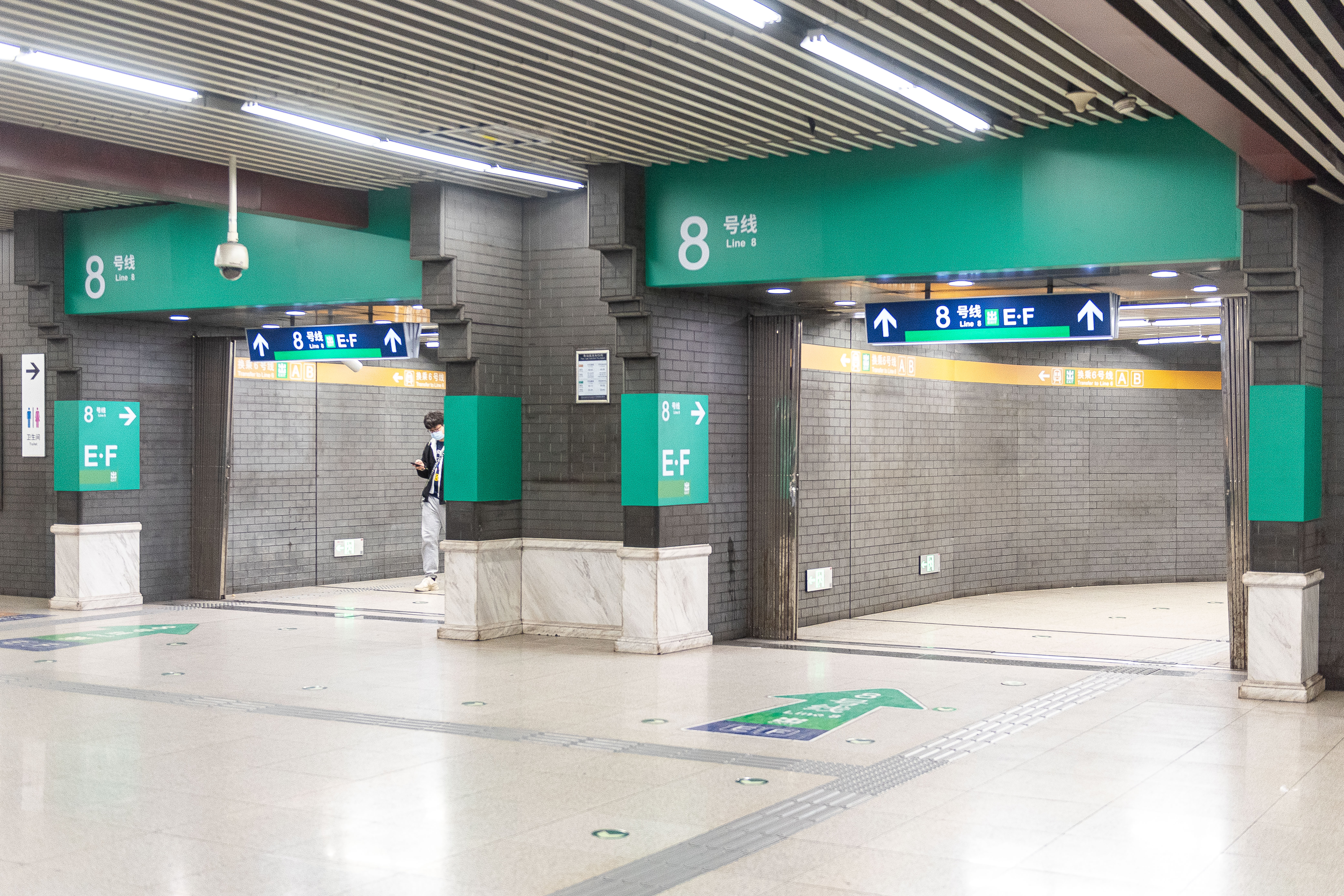
6호선 승강장과 8호선 환승 통로 입구 (2023년 3월 촬영)
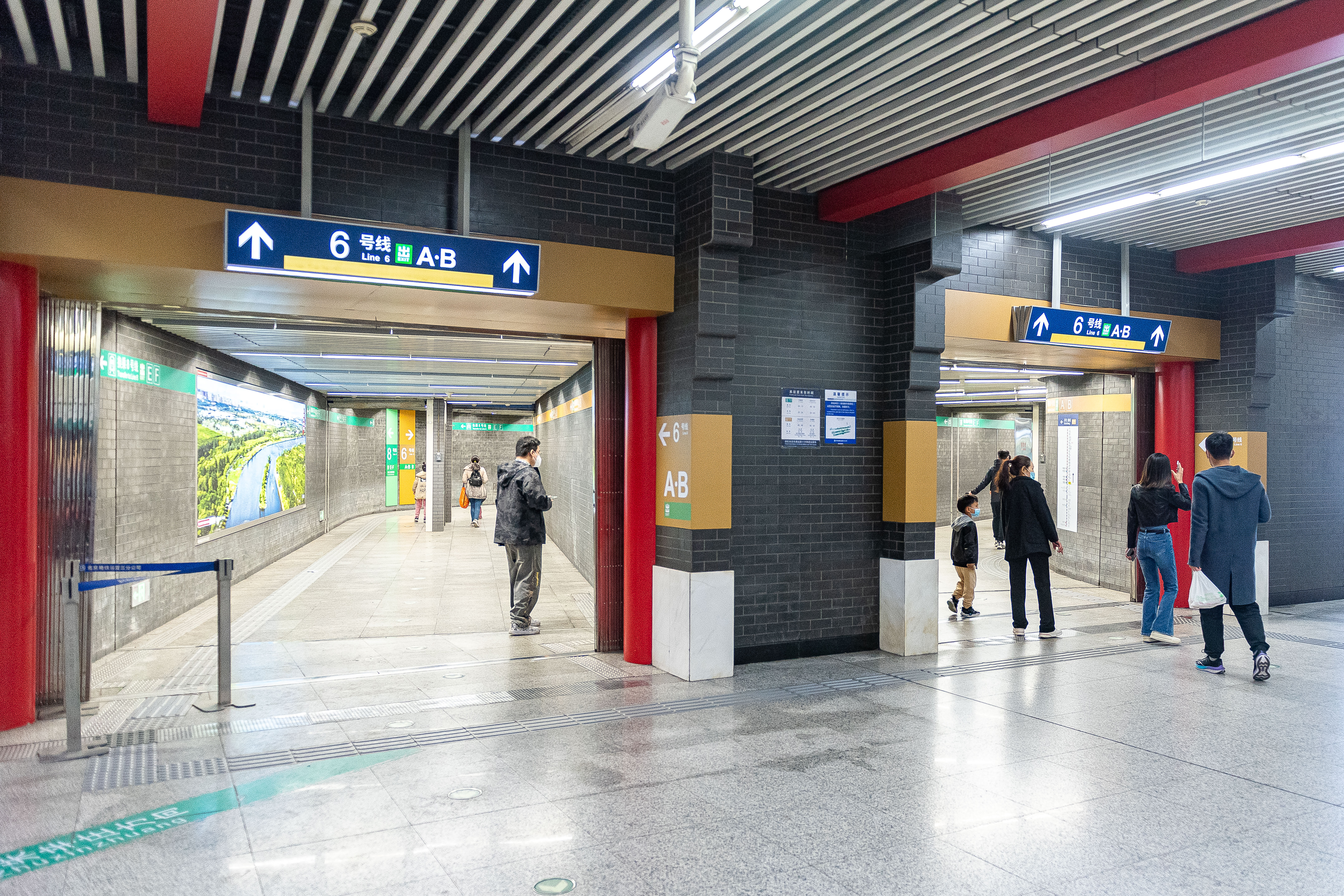
8호선 승강장과 6호선 환승 통로 입구 (2023년 3월 촬영)

이 역은 베이징의 도시 경관 보호 구역에 위치해 있으며, 지하철에 필요한 인프라를 건설하려면 역사적 건물을 철거해야 하기 때문에 지상에 있는 새 건물의 배치 스타일은 "도시 직보(城市织补)"라는 방법을 채택할 수 있다. 원래 상태로 최대한 복원하는 디자인 원칙은 모양이 전통적인 베이징 가옥에 가깝고 주변의 역사적인 건물과 조화를 이루는 특징이 있다.

## 출입구
난뤄구샹역은 4개의 출구가 있으며 6호선 역에 인접한 A, B 출구는 핑안 대가의 남쪽, 8호선 역에 인접한 E, F 출구가 핑안 대가의 북쪽에 위치한다. 난뤄구샹 남쪽 입구 E 출구를 통해 나갈 수 있다. 난뤄구샹은 관광지이기 때문에 피크 타임에 승객이 극도로 높을 때 8호선 난뤄구샹역 E, F 출구는 단일 출입구로 운영된다.
|                         |                                  | |      |             |
|                         |                                  | |      |             |
| 출구                    | 지시                             | 출구 인근 | 사진 | 무장애 시설 |
| ■ 6호선 역사 연결       |                                  | |      |             |
| 出口 · A                | 디안먼 동대가(地安门东大街) 남측 | 난뤄구샹(南锣鼓巷), 디엔먼 동대가(地安门内大街), 베이하이 의원(北海医院), 중앙연극학원(中央戏剧学院)                        |      | 빈칸        |
| 出口 · B                | 디안먼 동대가(地安门东大街) 남측 | 베이허안 대가(北河沿大街), 둥황청겐 북가(东皇城根北街), 미술관 후가(美术馆后街), 셍왕푸(僧王府), 과학출판사(科学出版社)     |      |             |
| ■ 8호선 역사 연결       |                                  | |      |             |
| 出口 · E                | 디안먼 동대가(地安门东大街) 북측 | 난뤄구샹(南锣鼓巷) 서측, 중앙연극학원(中央戏剧学院), 베이징 제5중학교 분교(北京五中分校), 마오얼후퉁 초등학교(帽儿胡同小学) |      |             |
| 出口 · F                | 디안먼 동대가(地安门东大街) 북측 | 자오다오커우 남대가(交道口南大街), 미술관 후가(美术馆后街), 즈란쥐 초등학교(织染局小学), 베이징 중의 의원(北京中医医院)     |      | 빈칸        |
| 아이콘 설명: 엘리베이터 |                                  | |      |             |

## 장식
역은 베이징에서 가장 잘 보존된 쓰허위안(四合院)에 위치하여 역의 디자인은 베이징의 오래된 주거 건물과 관습 및 문화의 특징을 강조한다. 역 장식은 회색 벽돌, 도리, 벽돌 조각 및 쓰허위안을 모방하였다. 6호선 역의 내부 장식은 회색을 주색으로 한 전통적인 베이징 주거 후퉁 스타일을 기반으로 하며, 8호선 역의 내부 장식은 회색과 빨간색을 주색으로 한 회색 벽과 빨간색 기둥으로 그림 물감을 이용하여 장식하였다.
6호선 대합실과 승강장 벽은 "도시 직보《城市记忆》", "시간 각인《时光绘印》", "난뤄인·상《南锣印·像》"이라는 세 가지 공공 예술 디자인 작품으로 장식되었다.
8호선 예술 벽화 '베이징·기억《北京·记忆》'은 6cm 정사각형 유리 블록 4,000개 이상으로 구성되어 있으며, 유리 블록에 QR코드가 내장되어 시민들이 수집한 도시의 추억을 담고 있는 작은 물건들을 수집할 수 있다.
- 6호선 역 대합실에 있는 예술 벽화 '도시 기억《城市记忆》'은 중국 전통 건축과 민족 문양을 활용해 문명의 지도를 표현하고 있다.
- 8호선 역 대합실에 있는 예술 벽화 '베이징·기억《北京·记忆》'은 유리를 사용해 옛 베이징 생활 오브제를 봉인해 옛 베이징의 전형적인 실루엣으로 콜라주하였다.
- 작품 '베이징·기억《北京·记忆》'의 일부인 유리 블록 속 QR코드는 도시의 기억을 담은 작은 오브제들을 모아둔다.

.

## 기타
6호선 난뤄구샹역의 건설구역 내에는 철거되지 않은 주거용 건물 3채가 있다. 공사 기간을 고려하여 공사를 노천 굴착에서 반 복토 굴착으로 변경하고, 동부 구간 50m 길이의 역사를 암벽 굴착으로 변경하였다.
6호선 개통 첫날, 일부 네티즌들은 웨이보에 난뤄구샹역 벽이 무너져 많은 시민들이 불안감을 느꼈다는 글을 올렸다. 지하철 공사는 이날 22시 52분 무너진 것은 공사 중이던 6호선과 8호선 환승 통로의 발포벽돌 인클로저였으나 공사 중 임시로 쌓은 칸막이벽이 아니었다고 밝혔다.